# Gspann Károly (orvos, 1900–1948)
Gspann Károly (Apahida, 1900. december 10. – Kolozsvár, 1948. március 9.) erdélyi magyar orvos, egészségügyi író. Atyja, Gspann Károly szintén orvos és egészségügyi szakíró volt.

## Élete és munkássága
Id. Gspann Károly fia. A Kolozsvári Unitárius Kollégiumot végezte el (1921), majd a Genovai Egyetemen szerzett orvosi diplomát (1931). A Református Kórház orvosa volt Kolozsvárt (1933–40). Különböző lapokba, naptárakba (Véndiákok Lapja, Erdélyi Magyar Unitárius Naptár) írt egészségügyi cikkeket és verseket, tréfákat.